# Ecostress

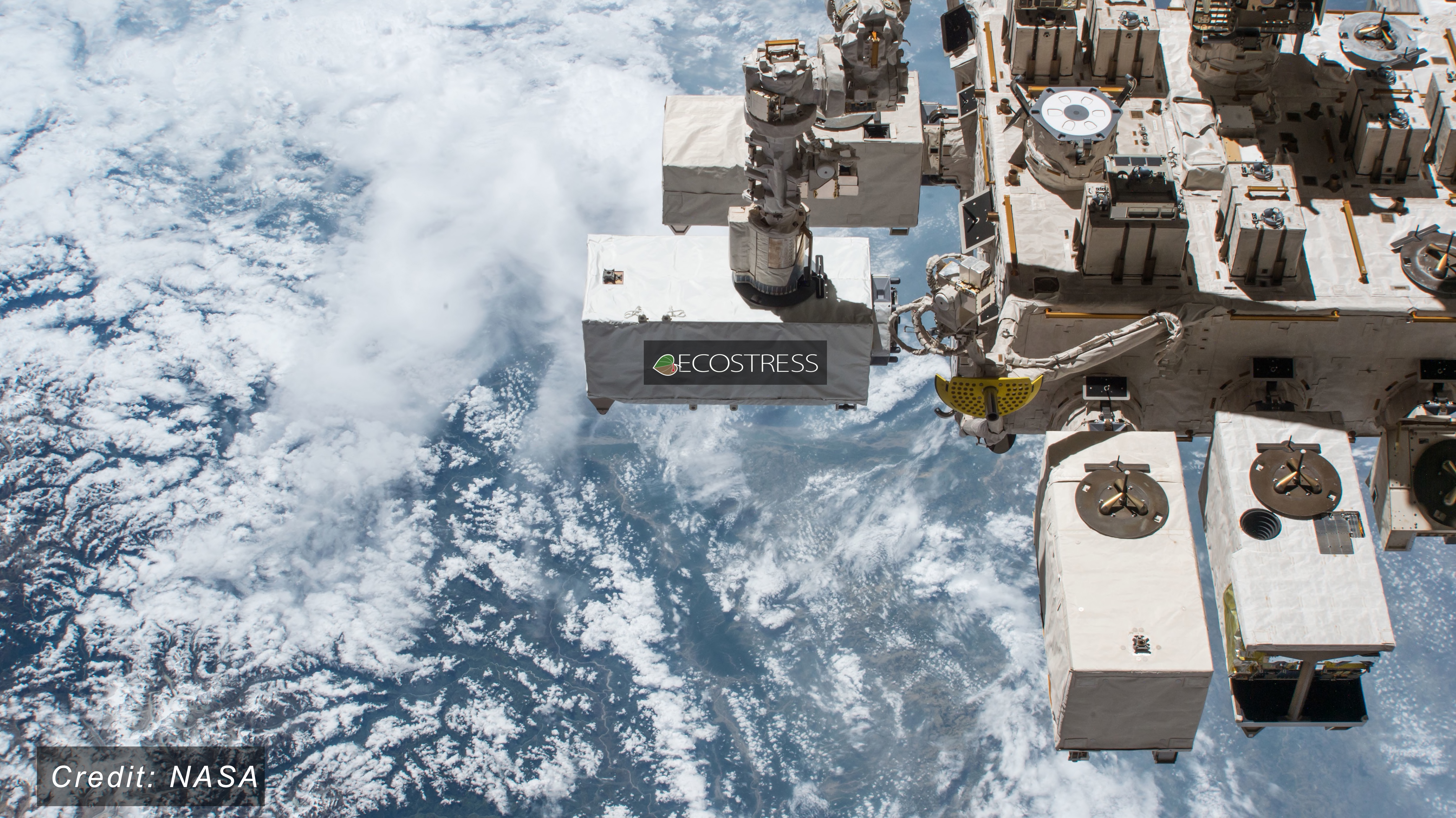
Ecostress på den internationella rymdstationen

ECOSTRESS (förkortning av ECOsystem Spaceborne Thermal Radiometer Experiment) är ett vetenskapligt instrument som NASA kommer att använda på ISS. Instrumentet kommer att mäta plantors värme från rymden och utifrån detta beräkna hur växterna mår, när de får vatten, är uttorkade etc. Det vetenskapliga instrumentet heter HyspIRI Thermal Infrared Radiometer och är en prototyp.
- Experimentet kommer att hjälpa forskarna förstå hur växter/odlingar svarar på övervattning eller uttorkning.[2]
- Forskarna kommer också få svar på frågor om hur mycket och när växter använder vatten.[2]
- ECOSTRESS kommer att öka förståelsen för ekosystem under klimatförändringar.[2]
- Kunna förutsäga torka.[2]
- Bidra till effektivare användning av vatten i odling.[2]

Uppskjutning är planerad till april 2018 vid Kennedy space center i Florida.